# Gluconato de sódio

Fórmula química do Gluconato de sódio.

O Gluconato de sódio é um composto químico de fórmula NaC6H11O7. É um sal de sódio obtido a partir do ácido glucônico.

## Características
É um pó branco incolor muito solúvel em água. É um aditivo alimentar que possui o código E576. Em temperaturas acima de cerca de 200 ° C, o composto se decompõe. O composto é resistente à hidrólise, mesmo em altas temperaturas e valores de pH. O composto é considerado inofensivo.

## Aplicação
Na indústria de fertilizantes também é utilizado como agente quelante para diversos metais essenciais para a nutrição das plantas. Além disso, o gluconato de sódio é amplamente utilizado no tingimento têxtil.